# مالا برسنیتسا
مالا برسنیتسا (به صربی: Mala Bresnica) یک منطقهٔ مسکونی در صربستان است که در کوچوو واقع شده‌است. مالا برسنیتسا ۱۳۵ نفر جمعیت دارد.